# Ladislav Novomeský

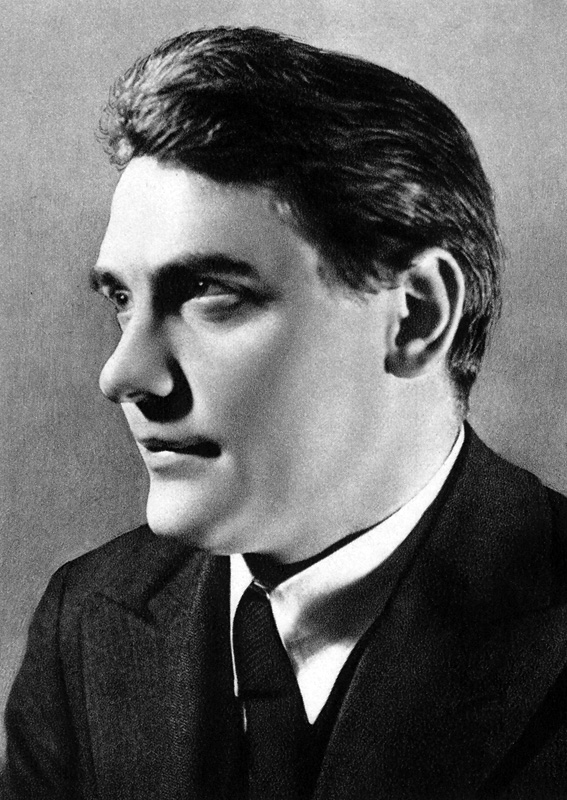
Laco Novomeský (1937)

Ladislav (Laco) Novomeský (* 27. Dezember 1904 in Budapest, Österreich-Ungarn; † 4. September 1976 in Bratislava, Tschechoslowakei) war ein slowakischer kommunistischer Politiker, Dichter und Publizist.

## Leben
Novomeský wurde als Sohn eines von Senica eingewanderter Schneiders in Budapest geboren und besuchte dort 1910–1915 eine Volksschule und 1915–1919 ein Gymnasium. Nach der Gründung der Tschechoslowakei absolvierte er eine staatliche Lehrerschule und wurde Lehrer, gleichzeitig besuchte er als Externer Kurse der philosophischen Fakultät an der Comenius-Universität in Bratislava. 1925 wurde Novomeský Mitglied der Kommunistischen Partei der Tschechoslowakei (KSČ) und gab seinen Beruf als Lehrer auf. Seit 1925 war er Autor und Redakteur verschiedener linksorientierten Zeitungen, wie Haló noviny, Ľudový denník, Pravda chudoby, Rudé právo, Tvorba und andere.
Nach der Auflösung der Tschechoslowakei 1939 zog er in die Slowakei, wo er sich dem kommunistischen Widerstand gegen das Regime des Slowakischen Staates anschloss und war eine der führenden Persönlichkeiten des Slowakischen Nationalaufstandes.
Nach der Wiederherstellung der Tschechoslowakei 1945 bekleidete er Ämter wie Vizevorsitzender des Slowakischen Nationalrates, Beauftragter für Schulwesen und Volkskultur und war auch Vorsitzender der Matica slovenská. 1950 wurde er jedoch von aller Funktionen entlassen, 1951 inhaftiert und 1954 im konstruierten Prozess gegen bürgerliche Nationalisten zu 10 Jahren Haft verurteilt und wurde unter anderem im Gefängnis Leopoldov gehalten. 1955 wurde er jedoch vom Gefängnis freigelassen und arbeitete in der Gedenkstätte des nationalen Schrifttums in Prag, bevor er 1963 von der KSČ voll rehabilitiert wurde und danach zum Leiter des Instituts für slowakische Literatur der Slowakischen Akademie der Wissenschaften wurde, wo er bis 1970 blieb. Nach der Invasion des Warschauer Pakts gegen den Prager Frühling im August 1968 wurde er zum Mitglied des Zentralkomitees der Kommunistischen Partei der Slowakei und auch wieder zum Vorsitzenden der Matica slovenská. 1970 trat er jedoch aus Protest gegen die Normalisierungspolitik des Staates von allen Funktionen zurück und wurde kurz danach schwer krank. Er starb am 4. September 1976 in Bratislava.

## Werke
Laco Novomeský literarisch tätig etwa ab der Mitte der 1920er Jahre, als er Mitglied der Avantgard-Gruppe DAV wurde, und befasste sich vom Anfang an mit der Proletarierliteratur. In den 1930er und 1940er Jahren war sein Werk vom tschechischen Poetismus und Symbolismus beeinflusst.
Poesie
| - 1927 – Nedeľa (Sonntag) - 1932 – Romboid (Rhomboid) - 1935 – Otvorené okná (Geöffnete Fenster) - 1939 – Svätý za dedinou (Der Heilige hinterm Dorf) - 1948 – Pašovanou ceruzkou (Mit geschmuggeltem Stift) | - 1963 – Vila Tereza - 1963 – Do mesta 30 minút (Bis zur Stadt 30 Minuten) - 1964 – Stamodtiaľ a iné (Von dorther und andere) - 1964 – Nezbadaný svet (Unbemerkte Welt) - 1967 – Dom, kde žijem (Das Haus, wo ich wohne) |

Publizistik und Essays
| - 1933 – Marx a slovenský národ (Karl Marx und die slowakische Nation) - 1947 – Dva roky slobodnej školy (Zwei Jahre der freien Schule) - 1950 – T.G. Masaryk (Tomáš Garrigue Masaryk) - 1969 – Znejúce ozveny (Hallende Echos) - 1970 – Čestná povinnosť (Ehrenpflicht) - 1970 – Manifesty a protesty (Manifeste und Proteste) | - 1970 – Slávnosť istoty (Feier der Gewissheit) - 1971 – O Hviezdoslavovi (Über Hviezdoslav) - 1971 – O literatúre (Über die Literatur) - 1972 – Zväzky a záväzky (Bündnisse und Verpflichtungen) - 1993 – Splátka veľkého dlhu (Begleichung einer großen Schuld) |

Sein Werk wurde auch ins Deutsche übersetzt. 1971 erschien die Auswahl seiner Poesie auf Deutsch unter dem Titel „Abgezählt an den Fingern der Türme“ und 1977 auch Auswahl von seiner Publikationen als „Erwägungen. Aufsätze zur Literatur“. Das Werk Vila Tereza erschien 1981 auf Deutsch.

## Auszeichnungen
- 1964 – Nationaler Künstler (národný umelec)
- 1969 – Nationalpreis für Literatur
- 1969 – Leninorden
- 1974 – Staatspreis für Literatur